# Pat Cox
Pat Cox (Dublin, 28 de Novembro de 1952) é um ex-político irlandês e apresentador de televisão. Ele foi presidente do Parlamento Europeu, de 2002 a 2004, e foi membro do Parlamento entre 1989 e 2004. É agora um consultor para a Integração Europeia. 